# 피노키오 3000
《피노키오 3000》(영어: Pinocchio 3000)는 대니얼 로비쇼가 감독한 2004년 SF 컴퓨터 애니메이션 영화이다. 2005년 제19회 고야상에서 최우수 애니메이션상을 수상하였다.

## 줄거리
3000년 스캠보빌. 이탈리아인 발명가 제페토는 아들로 삼을 로봇 피노키오를 만든다. 요정 사이버리나는 피노키오가 옳고 그름을 구분할 수 있게 된다면 제페토의 소원대로 피노키오를 사람으로 만들어주겠다고 약속한다.
한편 자연을 배제한 첨단 과학 기술 도시 스캠보빌을 세운 사악한 시장 스캠볼리는 아이들을 싫어한다. 스캠볼리는 아동 전용 놀이공원 "스캠볼랜드"를 만들고 피노키오를 꼬드겨 피노키오를 스캠볼랜드 홍보에 내세워 더 많은 아이들을 끌어들이는 데 이용한다. 개장일에 피노키오의 공연을 감상한 뒤 롤러코스터를 탄 아이들은 전부 로봇 "스캠보봇"으로 변한다. 스캠볼리 시장은 또한 제페토를 납치하여 피노키오를 죽이는 용도의 로봇으로 변형시킨다.
자신이 부지불식간에 스캠볼리가 아이들을 로봇으로 바꾸는 데 일조했다는 걸 깨달은 피노키오는 직접 일을 바로잡기로 한다.

## 목소리 출연
- 소니아 볼 - 피노키오 역
- 하워드 리슈팬 - 제페토 역
- 하우이 맨델 - 스펜서 역
- 맬컴 맥다월 - 스캠볼리 시장 역
- 헬레나 에반겔리우 - 말린 역
- 우피 골드버그 - 사이버리나 역
- 맷 홀랜드 - 캡 역
- 잭 대니얼 웰스 - 로도 역
- 보비 에드너 - 잭 역
- 개브리엘 엘파시 - 신시아 역
- 엘런 데이비드 - 인공지능 역
- 테런스 스캐멀 - 스캠보캅 역